# Сенсуалізм
Сенсуалізм (від фр. sensualisme, лат. sensus — сприйняття, почуття, відчуття) — напрямок у теорії пізнання, згідно з яким відчуття й сприйняття — основна й головна форма достовірного пізнання. Суперечить раціоналізмові. Основний принцип сенсуалізму — «немає в розумі нічого такого, чого б не було в почуттях». Принцип сенсуалізму належить до чуттєвої форми пізнання, до якої крім відчуття входить також уява.

## Відомі філософи-сенсуалісти
- Арістотель
- Тома Аквінський
- Джон Лок
- Джордж Берклі
- Етьєн Бонно де Кондільяк
- Девід Юм
- Вільям Джемс